# Enciclopédia Brasileira Globo
A Enciclopédia Brasileira Globo é uma enciclopédia de língua portuguesa publicada pela Editora Globo, uma editora privada. É considerada uma publicação brasileira na área de referência.

## História
Sua primeira edição foi publicada em agosto de 1943, em Porto Alegre, Brasil e teve como organizador o professor Alvaro Magalhães.

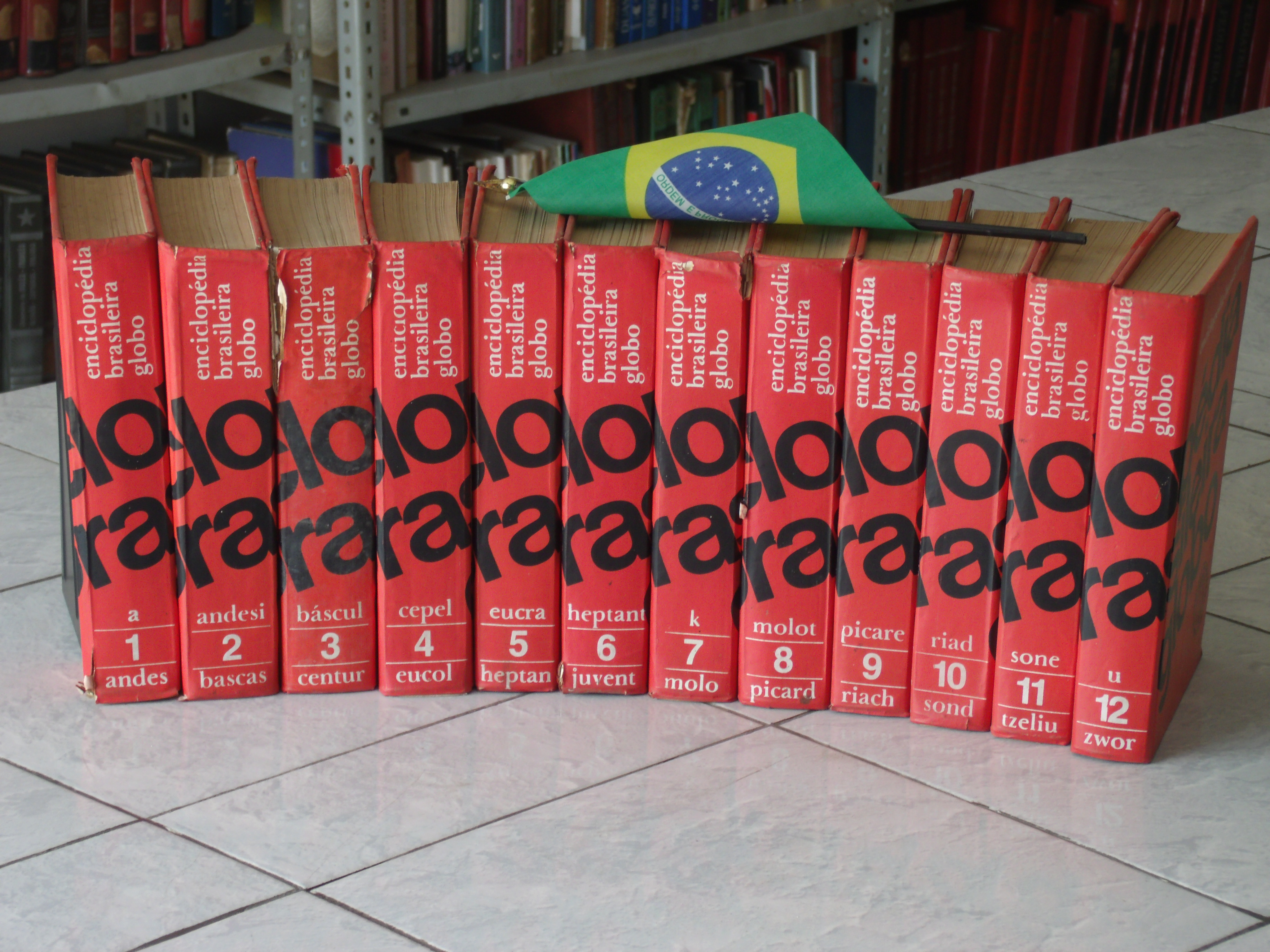
12 volumes da enciclopédia Brasileira Globo, edição de 1980, no acervo de uma Biblioteca Municipal, no Piauí.